# Sterculia palauensis
Sterculia palauensis är en malvaväxtart som beskrevs av Ryozo Kanehira.
Sterculia palauensis ingår i släktet Sterculia och familjen malvaväxter. Inga underarter finns listade i Catalogue of Life.